# Rengeteg
Rengeteg é um filme de drama húngaro de 2003 dirigido e escrito por Benedek Fliegauf. Foi selecionado como representante da Hungria à edição do Oscar 2004, organizada pela Academia de Artes e Ciências Cinematográficas.

## Elenco
- Rita Braun
- Barbara Csonka
- Laszlo Cziffer
- Gábor Dióssy
- Bálint Kenyeres